# Pierre-Jean Remy
Pour les articles homonymes, voir Remy (homonymie).
Jean-Pierre Angremy est un diplomate, administrateur et écrivain français, membre de l’Académie française, né à Angoulême le 21 mars 1937 et mort à Paris 13e le 27 avril 2010, connu principalement en littérature sous le nom de plume de Pierre-Jean Remy (ou parfois fautivement Pierre-Jean Rémy). Il a également publié sous d’autres pseudonymes : Nicolas Meilcour, Raymond Marlot, Jean-René Pallas, Pierre Lempety.

## Biographie
Jean-Pierre Angremy, qui sera connu plus tard sous le nom de plume de Pierre-Jean Remy, voit le jour le 21 mars 1937, à Angoulême. Il est issu d'une famille dont les origines sont auvergnates du côté paternel et belges du côté maternel.
Il est élève au lycée Condorcet à Paris. Après son baccalauréat, il intègre l'Institut d'études politiques de Paris. Il étudie également le droit, l'économie, la sociologie à l'université. Il devient assistant d'Herbert Marcuse à l’université Brandeis, près de Boston. Il est ensuite élève à l'ENA (1961-1963).

### Carrière
Diplomate, il est successivement en poste à Hong Kong (1963-1964), à Pékin (1964-1966), à Londres (1966-1971 et 1975-1979), à Florence (1985-1987) et à Paris où il est nommé ambassadeur, délégué permanent de la France auprès de l'UNESCO de 1990 à 1994.
En alternance avec sa carrière diplomatique, Jean-Pierre Angrémy occupe différents postes dans la haute fonction publique : directeur-adjoint de l'ORTF (1971-1975) et directeur du théâtre et des spectacles au ministère de la Culture (1979-1981). En automne 1981, il est chargé par Jack Lang, alors ministre de la culture, des dossiers portant sur la « Cité de la Musique » à la Villette et sur le « nouvel Opéra populaire » et dirige pendant quelques mois l'équipe qui prépare le premier projet du futur Opéra de la Bastille. Il en rédige le rapport (connu sous le nom de petit livre rouge). Cette première étude servira de fondement à cette entreprise initiée par François Mitterrand dans le cadre des « Grands Projets ». Il reste ensuite deux ans en instance d'affectation, est nommé consul général à Florence (1985), puis retrouve des fonctions administratives comme directeur général des relations culturelles, scientifiques et techniques au ministère des Affaires étrangères (1987-1990).
Il est ensuite directeur de l'Académie de France à Rome ou Villa Médicis, de 1994 à 1997, puis président de la Bibliothèque nationale de France du 15 janvier 1997 à mars 2002.

### Carrière littéraire
Auteur de 65 livres, il reçoit le prix Renaudot en 1971 pour Le Sac du palais d'été, le prix de la Nouvelle de l'Académie française en 1984 pour Orient Express II, le Grand prix du roman de l'Académie française en 1986 pour Une ville immortelle, le prix Max-Jacob en 1998 pour Le Retour d’Hélène.
Il est élu à l'Académie française, le 16 juin 1988, au fauteuil 40, succédant à Georges Dumézil, mort le 11 octobre 1986. Il répond aux discours de réception sous la Coupole de MM. François Cheng, en 2001, et Dominique Fernandez, en 2007. Son éloge posthume est prononcé sous la Coupole le 12 février 2015 par son successeur au fauteuil 40, Xavier Darcos.
Nombre de ses œuvres romanesques sont inspirées par les lieux dans lesquels il a vécu et traduisent également sa passion pour l'art lyrique, qui s'exprime aussi par sa contribution à de nombreuses revues spécialisées en tant que chroniqueur. Cette passion lui vaut également, en 1981, d'être chargé de diriger l'équipe constituée pour élaborer le premier projet de création d'un nouvel opéra à Paris. À la tête de la Villa Médicis à Rome, il instaure un festival de récitals intitulé « Le Voci dei Medici ». Comme président de la Bibliothèque nationale de France, qui vient alors d'inaugurer ses nouveaux locaux (site François-Mitterrand), il crée de nouveau une série de récitals consacrés cette fois à la mélodie française, qui durera cinq ans, et sera supprimée par son successeur. Il est à la tête du Centre international de la mélodie française/Académie Francis-Poulenc de Tours depuis un an lorsqu’il meurt.

## Œuvres

### Sous le nom de Jean-Pierre Angremy
- 1962 : Et Gulliver mourut de sommeil (Julliard), réédité en 1999 sous le pseudonyme de Pierre-Jean Rémy

### Sous le pseudonyme de Pierre-Jean Remy
- 1961 Le Joueur de flûte (Presses de la Cité)
- 1963 : Midi ou l'Attentat (Julliard)
- 1971 : Le Sac du palais d'été (Gallimard)
- 1972 : Urbanisme (Gallimard)
- 1973 : Les Suicidés du printemps
- 1973 : Une mort sale (Gallimard)
- 1973 : La Vie d'Adrian Putney, poète (Gallimard)
- 1974 : Ava (Gallimard)
- 1974 : Mémoires secrets pour servir à l'histoire de ce siècle (Gallimard)
- 1974 : La Mort de Floria Tosca (Mercure de France)
- 1975 : Rêver la vie (Gallimard)
- 1976 : La Figure dans la pierre (Gallimard)
- 1977 : Les Enfants du parc (Gallimard)
- 1977 : Si j'étais romancier (Garnier)
- 1977 : Chine, un itinéraire (Olivier Orban)
- 1978 : Callas, une vie (Ramsay)
- 1978 : Les Nouvelles Aventures du chevalier de la Barre (Gallimard)
- 1979 : Cordelia, ou l'Angleterre (Gallimard)
- 1979 : Orient-Express I (Albin Michel)
- 1979 : Don Giovanni, Mozart, Losey (Albin Michel)
- 1979 : La Petite Comtesse (Le Signe)
- 1980 : Salue pour moi le Monde (Gallimard)
- 1980 : Pandora (Albin Michel)
- 1981 : Un voyage d'hiver (Gallimard)
- 1982 : Don Juan (Albin Michel)
- 1983 : Le Dernier Été (Flammarion)
- 1983 : Mata Hari (Albin Michel)
- 1984 : Comédies italiennes (Flammarion)
- 1984 : Orient-Express II (Albin Michel) (Prix de la nouvelle de l'Académie française)
- 1985 : La Vie d’un héros (Albin Michel)
- 1985 : Le Vicomte épinglé (Gallimard)
- 1986 : Une ville immortelle (Albin Michel) (grand prix du roman de l'Académie française)
- 1987 : Des châteaux en Allemagne (Flammarion)
- 1988 : Annette, ou l’éducation des filles (Albin Michel)
- 1989 : Bastille, rêver un Opéra. (Plon)
- 1989 : Toscanes (Albin Michel)
- 1990 : Chine (Albin Michel) (Prix Amerigo-Vespucci)
- 1991 : De la photographie considérée comme un assassinat (Albin Michel)
- 1991 : L’Autre Éducation sentimentale (Odile Jacob)
- 1991 : Pays d’âge, poèmes (Maeght)
- 1992 : Algérie, bords de Seine (Albin Michel)
- 1993 : Qui trop embrasse (Albin Michel)
- 1994 : Un cimetière rouge en Nouvelle-Angleterre
- 1994 : Londres, un ABC romanesque et sentimental (Jean-Claude Lattès)
- 1995 : Désir d’Europe (Albin Michel)
- 1997 : Le Rose et le Blanc (Albin Michel)
- 1997 : Retour d'Hélène (Gallimard)
- 1997 : Mes grands bordeaux (Albin Michel)
- 1998 : Aria di Roma (Albin Michel)
- 1999 : La Nuit de Ferrare (Albin Michel)
- 2000 : Demi-siècle (Albin Michel)
- 2001 : État de grâce (Albin Michel)
- 2001 : Dire perdu (Gallimard)
- 2001 : Trésors et secrets du Quai d'Orsay (Jean-Claude Lattès)
- 2002 : Berlioz (Albin Michel)
- 2002 : Les Belles du Moulin Rouge (Le Cherche-Midi)
- 2003 : Pygmalion (Maeght)
- 2004 : Dictionnaire amoureux de l'Opéra (Plon, coll. « Dictionnaire amoureux »)
- 2004 : Chambre noire à Pékin (Albin Michel)
- 2005 : Un grand homme (Albin Michel)
- 2006 : Chu Teh-Chun (Albin Michel)
- 2007 : Diplomates en guerre (Jean-Claude Lattès)
- 2007 : Le plus grand peintre vivant est mort (Le Seuil)
- 2008 : La Chine : journal de Pékin (1963-2008) (Odile Jacob)
- 2008 : Karajan : la biographie (Odile Jacob)
- 2008 : Villa Médicis : journal de Rome (Odile Jacob)
- 2010 : Voyage présidentiel (Le Seuil)

### Sous le pseudonyme de Nicolas Meilcour
- 1969 : Rose et Carma (Christian Bourgois), nouvelles érotiques

### Sous le pseudonyme de Raymond Marlot
- 1971 : Gauguin à gogo (Denoël, collection Crime-club), roman policier
- 1972 : Les Suicidés du printemps (Denoël, collection Crime-club), roman policier

### Sous le pseudonyme de Pierre Lempety
- 1975 : Carnets de Jeanne (Denoël)

## Distinctions

### Prix
- 1971 : prix Renaudot pour Le Sac du palais d'été
- 1986 : grand prix du roman de l'Académie française pour Une ville immortelle
- 1991 : prix Amerigo-Vespucci pour Chine
- 1998 : prix Max-Jacob pour Retour d'Hélène
- 1984 : prix de la nouvelle pour Orient-Express II

### Décorations
- Commandeur de la Légion d'honneur Chevalier du 10 mai 1986. Il est fait officier le 31 décembre 1994[6], et promu commandeur le 29 mars 2002[7].
- Officier de l'ordre national du Mérite.
- Commandeur de l'ordre des Arts et des Lettres.